# 克魯姆 (馬里蘭州)
克魯姆（英語：Croom）是位於美國馬里蘭州佐治王子縣的一個普查規定居民點。

## 人口
根據2020年美國人口普查的數據，克魯姆的面積為91.70平方千米，當中陸地面積為88.56平方千米，而水域面積為3.14平方千米。當地共有人口2720人，而人口密度為每平方千米29.66人。